# Рич наносит удар!
«Рич наносит удар!» (англ. Revenge of the Reach!) — третий эпизод второго сезона американского мультсериала «Бэтмен: Отважный и смелый».

## Сюжет
Синий Жук в одиночку сражается со Злой Звездой. Он звонит своему другу Пако, чтобы узнать, как тот бы одолел его в видеоигре. Тем временем ему также звонит Бэтмен и отчитывает за безрассудство. С помощью совета Пако Хайме побеждает злодея. Скарабей предлагает доставить его на Оа Корпусу Зелёных Фонарей. Когда Хайме прибывает туда, члены Корпуса хотят отобрать у него скарабея. Бэтмен вмешивается и защищает юного героя. Тогда старейшие члены рассказывают, что скарабей — устройство злобной расы Рич, которые, перед тем как Корпус победил их, заполонили мир этими жуками. Скарабей даёт носителю невероятные способности, но когда активируется основная программа, то он становится слугой Рич и готовится к нашествию. Гай требует отдать скарабея, но Хайме уходит.
Идя по коридору он возмущается наглостью Корпуса, но скарабей в его сознании отвечает, что они говорили правду. Он захватывает его разум и отключает пропускной режим на Оа. Приходят Бэтмен с Гаем и пытаются его остановить, но он побеждает их. Затем он окончательно отключает систему безопасности на планете, и остальные носители скарабеев летят туда. Хайме временно приходит в себя и видит, что произошло, но затем он снова попадает под контроль костюма и вырубает Бэтмена, Гая и ещё одного охранника. Члены Корпуса начинают отбивать нашествие Рич. Они не справляются и проигрывают. Хайме борется в своём сознании и просит скарабея сделать свой выбор, а не следовать программе. Он соединяется с ним, и они вырываются из под влияния Рич. Синий Жук прибывает на помощь Корпусу и просит зарядить его энергией кольц. Гай сначала не желает этого делать, но из-за отсутствия других вариантов соглашается. Хайме направляет энергию на других скарабеев и отделяет их от носителей. Старейшие благодарят его, но все ровно просят отдать скарабея для уничтожения, однако Гай встаёт на его сторону, и они позволяют оставить скарабея. Бэтмен поощряет юного героя и говорит, что теперь тот может спокойно работать один.

## Роли озвучивали
- Дидрих Бадер — Бэтмен
- Уилл Фридел — Хайме Рейес (Синий Жук)
- Йоан Гриффит — Скарабей
- Дж. К. Симмонс — Злая Звезда
- Джеймс Арнольд Тэйлор — Гай Гарднер

## Отзывы
Дэн Филлипс из IGN поставил эпизоду оценку 8,2 из 10 и подметил, что персонаж Синий Жук является «пожалуй, единственным повторно-появляющемся героем, который получает значительное развитие от эпизода к эпизоду». Критик добавил, что «во многих отношениях он [Жук] был самой важной и центральной фигурой в мультсериале рядом с Бэтменом». Рецензент также отметил шуточную сцену, в которой «друг Хайме — Пако играет в видеоигру про Синего Жука, пока тот борется со Злой Звездой в открытом космосе».